# Liphyra grandis
Liphyra grandis är en fjärilsart som beskrevs av Gustav Weymer 1902. Liphyra grandis ingår i släktet Liphyra och familjen juvelvingar. Inga underarter finns listade i Catalogue of Life.